# Harpe (mitologia)
Harpe (gr. harpe „sierp”, łac. hamatus) – miecz o zakrzywionym ostrzu, który według legendy otrzymał dla zabicia Meduzy Perseusz od Hermesa.